# Cabinet Rhein II
Land de Hesse
Rhein I 
Le cabinet Rhein II (en allemand : Kabinett Rhein II) est le gouvernement du Land de Hesse depuis le 18 janvier 2024, sous la 21e législature du Landtag.
Il est dirigé par le chrétien-démocrate Boris Rhein et formé après les élections régionales du 8 octobre 2023. Il se compose de onze ministres, dont un porte le titre de vice-ministre-président.
Il est constitué d'une grande coalition entre l'Union chrétienne-démocrate et le Parti social-démocrate.
Il succède au cabinet Rhein I.

## Historique
Ce gouvernement est dirigé par le ministre-président chrétien-démocrate sortant Boris Rhein. Il est constitué d'une grande coalition entre l'Union chrétienne-démocrate d'Allemagne (CDU) et le Parti social-démocrate d'Allemagne (SPD). Ensemble, ils disposent de 75 députés sur 133, soit 56,4 % des sièges du Landtag.
Il est formé à la suite des élections régionales du 8 octobre 2023.
Il succède donc au cabinet Kretschmer I, constitué d'une coalition « kiwi » entre l'Union chrétienne-démocrate et l'Alliance 90/Les Verts (Grünen).

### Négociations et formation
Lors des élections régionales, l'Union chrétienne-démocrate reste la première force du Landtag, devançant l'Alternative pour l'Allemagne (AfD), et se trouve en mesure de reconduire la coalition noire-verte sortante ou de former une grande coalition avec le Parti social-démocrate. Le ministre-président Boris Rhein annonce au soir du scrutin son intention de discuter avec le Parti social-démocrate, les Verts et le Parti libéral-démocrate.
Le 10 novembre, la CDU acte à l'unanimité de son comité directeur et de son groupe parlementaire le souhait de constituer une grande coalition avec le SPD et de mettre un terme à dix ans de coopération avec les Grünen. Le SPD se prononce dans le même sens trois jours plus tard. Les négociations de coalition commencent le 15 novembre. Le contrat de coalition est signé le 18 décembre suivant, constituant la première alliance entre la CDU et le SPD en Hesse conduite par un chef de gouvernement chrétien-démocrate.
Lors du vote d'investiture organisé le 18 janvier 2024 au Landtag, Boris Rhein est effectivement réélu ministre-président par 76 voix favorables, soit une de plus que le total des députés de sa nouvelle coalition. Il compose aussitôt son gouvernement de onze ministres, dont la composition avait été dévoilée quelques jours plus tôt.

## Composition
- Par rapport au cabinet Rhein I, les nouveaux ministres sont indiqués en gras et les ministres ayant changé d'attributions sont indiqués en italique.

| Poste | Titulaire | Titulaire            | Parti |
| --- | --------- | -------------------- | ----- |
| Ministre-président                                                                                          |           | Boris Rhein          | CDU   |
| Vice-ministre-président Ministre de l'Économie, de l'Énergie, des Transports, du Logement et du Monde rural |           | Kaweh Mansoori       | SPD   |
| Ministre des Affaires fédérales, européennes et internationales et de la Débureaucratisation                |           | Manfred Pentz        | CDU   |
| Ministre des Finances                                                                                       |           | Ralph Alexander Lorz | CDU   |
| Ministre de l'Intérieur et de la Sécurité                                                                   |           | Roman Poseck         | CDU   |
| Ministre de la Justice et de l'État de droit                                                                |           | Christian Heinz      | CDU   |
| Ministre de l'Éducation et de l'Égalité des chances                                                         |           | Armin Schwarz        | CDU   |
| Ministre de la Famille, des Personnes âgées, des Sports, de la Santé et des Soins                           |           | Diana Stolz          | CDU   |
| Ministre du Numérique et de l'Innovation                                                                    |           | Kristina Sinemus     | CDU   |
| Ministre de l'Agriculture, de l'Environnement, de la Viticulture, des Forêts, de la Chasse et de la Patrie  |           | Ingmar Jung          | CDU   |
| Ministre du Travail, de l'Intégration, de la Jeunesse et des Affaires sociales                              |           | Heike Hofmann        | SPD   |
| Ministre de la Science, de la Recherche, des Arts et de la Culture                                          |           | Timon Gremmels       | SPD   |